# Lækjarfjall
Lækjarfjall är ett berg i republiken Island. Det ligger i regionen Västfjordarna, 250 km norr om huvudstaden Reykjavík. Toppen på Lækjarfjall är 483 meter över havet.
Närmaste större samhälle är Bolungarvík, omkring 20 kilometer söder om Lækjarfjall.